# Pierre Lefebvre (musicien)
Pour les articles homonymes, voir Pierre Lefebvre et Lefèvre.
Pierre Henri Casimir Lefebvre, né le 20 octobre 1898 à Lillers et mort le 16 juillet 1983 dans le 14e arrondissement de Paris, est un clarinettiste français.

## Biographie
Pierre Lefebvre est clarinette solo à l'orchestre de la Garde républicaine, à l’orchestre de l'Opéra Comique et à l'orchestre Lamoureux.
Il est aussi membre du Quintette Oubradous et du Trio d'anches de Paris, créé en 1927 avec Myrtil Morel, hautbois et Fernand Oubradous, basson.
Il a également une activité de direction de collection aux éditions Alphonse Leduc. Par exemple,
- Friedrich Berr, Méthode complète de clarinette : en deux volumes, nouvelle edition entièrement revue annotée et augmentée par P. Lefebvre (1947) d'après l'édition de Prosper Mimart, (OCLC 32890049)

## Enregistrements
- Omer Letorey, Scherzo ; Petite marche, avec Christian Dhérin (basson), J. Devémy (cor), (Paris : disque 78 t 25 cm, Pathé , 1934)
- Louis Blémant, Boléro pour Clarinette (LP, Odeon)[7]
- Mozart, Symphonie concertante pour hautbois, clarinette, basson, cor d'harmonie et orchestre KV.297b en mi bémol majeur, avec Pierre Pierlot (hautbois), Pierre Lefebvre, Jean Devémy (cor d'harmonie), Maurice Allard (basson), Fernand Oubradous basson)[8]
- Les musiciens de la cour de Bourgogne XVe siècle : Nicolas Grenon (1375?-1456), Hayne van Ghizeghem (1445?-14..), Robert Morton (1430?-1479?), avec  Lise Daniels, Simone Peneau (Chant), Lucien Lavaillotte (flûte), Pierre Lefebvre (clarinette), Fernand Oubradous (basson), (disque 78 t 30 cm, 1940)
- Mihaïl Ivanovič Glinka, Trio pathétique avec Pierre Lefebvre (clarinette), Fernand Oubradous (basson), Noël Gallon (piano) (2 disques : 78 t, Édition : S.l. : s.n. , 1942)
- Charles Koechlin, Sonate n °2 pour clarinette et orchestre op. 86, Pierre Lefebvre (clarinette), Ensemble orchestral de l'Oiseau-Lyre. Oxford, Roger Desormiere (dir.), 1946 (réédition CD, Paris : prod. EPM musique, 1993)

## Publication
- Pierre Lefebvre et René Goffin, De la technique du son dans les instruments à anche battante simple, à l'usage des clarinettistes et saxophonistes, Paris, Buffet Crampon, 1939 (BNF 43104440)